# Modena Football Club 2018 2024-2025
Questa voce raccoglie le informazioni riguardanti il Modena Football Club 2018 nelle competizioni ufficiali della stagione 2024-2025.

## Stagione
La stagione inizia con numerosi cambiamenti in ambito dirigenziale, per quanto riguarda l'aspetto sportivo, che pongono la fine di un ciclo triennale. Viene sostituito il direttore sportivo Davide Vaira. Al suo posto viene promosso Andrea Catellani, già ex calciatore canarino e impegnato la stagione scorsa nel ruolo di responsabile del settore giovanile. 
A livello giovanile, l'incarico di responsabile del settore giovanile viene affidato a Davide Caliaro, mentre il ruolo di responsabile dell'area tecnica del settore giovanile va a Enea Corsi.
Per quanto riguarda il settore giovanile, per l'attività di base, termina la collaborazione con l'Accademia Modena 1912 ASD e viene comunicata la creazione della Canarini 1912 SSD, controllata direttamente dalla società, con l'obiettivo di gestire e rafforzare l'attività di base del club canarino. 
Per quanto riguarda l'area tecnica, viene riconfermato il tecnico Pierpaolo Bisoli.
La preparazione, dopo un iniziale ritrovo in città, si svolge a Fanano, sull'Appennino modenese. Durante le due settimane di ritiro la squadra svolge tre amichevoli, contro una rappresentativa locale, contro il Legnago e contro il Sangiuliano City. Al termine della permanenza a Fanano, la squadra è tornata in città per continuare la preparazione, che è terminata con un amichevole contro il Cagliari.
La sessione estiva del calciomercato è abbastanza movimentata, con numerosi nuovi innesti per la società canarina. Tra gli arrivi si segnalano quelli di Pedro Mendes - che diventa l'acquisto più oneroso della storia per il club modenese - e di Eric Botteghin dall'Ascoli, di Giuseppe Caso dal Frosinone e degli svincolati Grégoire Defrel e Mattia Caldara. Per quanto riguarda i giocatori in prestito, arrivano Alessandro Di Pardo e Riyad Idrissi dal Cagliari, Alessandro Dellavalle dal Torino e Jacopo Sassi dall'Atalanta.
Per quanto riguarda le uscite, si segnala quella del trequartista Luca Tremolada che passa all'Ascoli. Tra le altre partenze si annotano quelle di Shady Oukhadda, di Luca Strizzolo, di Andrea Seculin e del fine prestito di Alessandro Riccio.
L'esordio ufficiale della stagione è nei trentaduesimi di Coppa Italia, dove vede i canarini impegnati nell'ostica sfida contro il Napoli, costretto dopo quindici anni a disputare di nuovo i turni eliminatori della coppa nazionale.
In uno stadio Maradona sold out per l'esordio sulla panchina partenopea per l'allenatore Antonio Conte, il Modena disputa una grande partita in fase difensiva, portando il risultato di parità per 0-0 fino al novantesimo. La squadra geminiana viene sconfitta soltanto ai rigori per 4-3, dove non è bastata la parata di Gagno sul rigore del nazionale marocchino Walid Cheddira.
In ambito delle strutture del club, durante l'estate incominciano dei lavori di ristrutturazione di parte dell'edificio in cui è collocata la sede della società, in viale Monte Kosica, nei pressi dello stadio, in spazi che un tempo erano occupati dagli uffici della medicina sportiva del CONI, ma attualmente in disuso. Questa parte della struttura sarà adibita ad ospitare la foresteria del settore giovanile.
Per quanto riguarda la costruzione del nuovo centro sportivo della società, dopo aver avuto tutte le autorizzazioni da parte degli enti competenti, la società ha ufficializzato l'acquisto dei lotti di terreno del ex-maneggio "Green Village". Su questi terreni, situati nella località di Bagazzano, nel limitrofo comune di Nonantola, sarà realizzato il centro sportivo.
In seguito a una partenza complicata e al di sotto delle aspettative, dopo la sconfitta alla dodicesima giornata contro lo Spezia, con la squadra al penultimo posto in classifica, la società decide di optare per l'esonero di Bisoli. Al suo posto, ad interim, viene scelto l'allenatore della Primavera Paolo Mandelli, coadiuvato dal tecnico dell'U-17 Michele Troiano.
La settimana seguente, in seguito al turno casalingo con il ruolo ad interim, la società decide di affidare in modo definitivo al duo Mandelli-Troiano la gestione della squadra.
Prima della sfida interna contro la Salernitana ha sfilato per il campo la squadra KC21 Team, squadra della Provincia di Modena vincitrice del Campionato Nazionale di Basket C21, per atleti con la sindrome di Down.
Il 20 gennaio 2025, alla presenza del presidente Carlo Rivetti e del sindaco di Nonantola Tiziana Baccolini, prendono via i lavori di cantierizzazione dell’area sulla quale sorgerà il nuovo centro sportivo.
Nella sessione invernale di calciomercato, non si segnalano particolari movimenti, tranne la partenza per Genova - sponda blucerchiatra - del giovane attaccante modenese Fabio Abiuso, prodotto del vivaio del club, e l'interruzione del prestito del portiere Jacopo Sassi, che fa ritorno all'Atalanta. Per quanto riguarda gli arrivi, si segnala il ritorno di Andrea Seculin e l'arrivo in prestito di Issiaka Kamate e Stipe Vulikić, rispettivamente dall'Inter e dalla Sampdoria.
Il 12 marzo 2025 viene inaugurata Casa Gialloblù, il nuovo convitto messo a disposizione dal club per i propri ragazzi del settore giovanile, situato nei pressi dello stadio.
Il 2 aprile 2025 avviene la cerimonia della prima pietra per la costruzione del nuovo centro sportivo. Contestualmente, viene svelata la denominazione del nuovo complesso, che viene chiamato Il Nido, in continuità con la brand identity portata avanti dalla società.
In occasione del derby casalingo contro il Sassuolo, prima partita interna dopo il centotredicesimo compleanno del club, durante l'intervallo sono state premiate le Leggende Gialloblù nominate durante la stagione scorsa. Erano presenti Giorgio Frezzolini, Alex Pinardi, il segretario generale del club Andrea Russo in rappresenta di Diomansy Kamara e i figli di Paolo Ponzo, in sua memoria.
Durante la settimana successiva, attraverso i social, viene indetta la votazione per aggiungere le nuove quattro Leggende Gialloblù. Al termine delle votazioni vengono scelti Francesco Antonioli, Jacopo Balestri, Gianni Goldoni e Matteo Ardemagni.
Dopo aver stazionato per gran parte del campionato nella parte centrale della classifica, in seguito alla vittoria esterna con il Bari, la squadra si trova in piena lotta per la corsa ad un posto nei playoff, con quattro partite ancora da disputare, di cui tre interne. Nel derby con la Reggiana, davanti a oltre quattordicimila spettatori, però fallisce completamente venendo sconfitta dai granata. Nelle successive tre partite raccoglie appena un punto, mancando quello che era l'obiettivo della società che auspicava un miglioramento rispetto alla stagione precedente.

## Divise e sponsor
Per la quarta stagione sportiva il Modena continua la collaborazione con lo sponsor tecnico New Balance.
Il nuovo Home Kit 2024/25 utilizza un desing iconico che rimanda alla divisa usata dai canarini negli anni '50 e i primi anni '60. Fu inoltre realizzata una maglia simile nel 2002 in occasione della partita Modena-Milan in occasione dei 90 anni della società. La maglia di colore giallo è attraversata da una banda diagonale blu. Sul retro, sulla parte superiore è presente la stilografia del rosone del Duomo con sotto la scritta in dialetto modenese Nuèter a sam dla Ghirlandèina e logo Modena FC.
L'Away Kit ha come colore predominante il bianco, la banda diagonale è doppia con i colori giallo e blu. Anche in questo caso sul retro è presente la stilografia del rosone del Duomo con sotto la scritta in dialetto modenese Nuèter a sam dla Ghirlandèina e logo Modena FC.
Il Third Kit invece ha come colore dominante il nero. Si tratta di una novità assoluta per la storia canarina l'adozione di tale colore. La banda diagonale in questo caso è gialla. Anche in questo caso sul retro è presente la stilografia del rosone del Duomo con sotto la scritta in dialetto modenese Nuèter a sam dla Ghirlandèina e logo Modena FC.
Per quanto riguarda la divise dei portieri, sono state presentate due versioni: una azzurra, con la banda diagonale blu, mentre l'altra è rosa, ma con sempre la banda diagonale blu.
Un'ulteriore divisa del portiere è blu chiara, con la banda diagonale gialla. La quarta divisa è verde con la banda diagonale gialla.
Il main sponsor rimane anche per questa stagione la Kerakoll Group, mentre sulla manica è presente il logo di Reflexallen.
| Casa | Trasferta | Terza divisa |

## Organigramma societario
Area direttiva
- Presidente: Carlo Rivetti
- Presidente onorario: Romano Sghedoni
- Amministratore Delegato Sport: Matteo Rivetti
- Amministratore Delegato Corporate: Ilaria Mazzeo
- CDA: Carlo Rivetti, Matteo Rivetti, Camilla Rivetti, Ilaria Mazzeo, Silvio Rivetti
- Chief Financial Officer (CFO): Mauro Malavasi
- Direttore generale e segretario: Andrea Russo
- Direttore Sportivo: Andrea Catellani
- Responsabile scouting: Alessandro Consolati
- Team Manager: Paolo Ricchi

Settore Giovanile
- Responsabile settore giovanile: Davide Caliaro
- Responsabile Area Tecnica: Enea Corsi
- Vice Responsabile: Filippo Bruni
- Segretario Generale: Stefano Casolari
- Segretario Sportivo: Giacomo Caravello

Area tecnica
- Allenatore: Pierpaolo Bisoli (1ª-12ª), Paolo Mandelli (13ª-38ª)
- Allenatore in seconda: Giuseppe Angelini (1ª-12ª), Michele Troiano (13ª-38ª)
- Collaboratore Tecnico: Davide Bisoli (1ª-12ª), Leonardo Fontanesi (13ª-38ª)
- Preparatore dei portieri: Andrea Rossi
- Preparatori Atletici: Domenico Bronzi (responsabile), Alessandro Brandoli
- Match analyst: Andrea Pulga

Area sanitaria
- Responsabile area medica: Dott. Paolo Minafra
- Medico Sociale: Dr. Claudio Guicciardi, Dr. Massimiliano Pergreffi
- Responsabile fisioterapisti: Dr. Riccardo Levrini
- Fisioterapisti: Dr. Jacopo Bigliazzi, Dr. Andrea Martinelli

## Rosa
Dal sito ufficiale della società:
| N. |                       | Ruolo | Calciatore                   |
| -- | --------------------- | ----- | ---------------------------- |
| 1  | Italia (bandiera)     | P     | Jacopo Sassi                 |
| 1  | Italia (bandiera)     | P     | Andrea Seculin               |
| 2  | Francia (bandiera)    | D     | Gady Beyuku                  |
| 3  | Italia (bandiera)     | D     | Fabio Ponsi                  |
| 4  | Italia (bandiera)     | D     | Antonio Pergreffi (capitano) |
| 5  | Italia (bandiera)     | C     | Thomas Battistella           |
| 6  | Italia (bandiera)     | C     | Luca Magnino                 |
| 7  | Italia (bandiera)     | C     | Edoardo Duca                 |
| 8  | Italia (bandiera)     | C     | Simone Santoro               |
| 9  | Italia (bandiera)     | A     | Ettore Gliozzi               |
| 10 | Italia (bandiera)     | C     | Antonio Palumbo              |
| 11 | Portogallo (bandiera) | A     | Pedro Mendes                 |
| 12 | Italia (bandiera)     | P     | Mirko Castelnuovo            |
| 14 | Croazia (bandiera)    | D     | Stipe Vulikić                |
| 16 | Italia (bandiera)     | C     | Fabio Gerli                  |
| 18 | Italia (bandiera)     | C     | Alessandro Di Pardo          |
| 19 | Italia (bandiera)     | D     | Giovanni Zaro                |
| 20 | Italia (bandiera)     | A     | Giuseppe Caso                |

| N. |                    | Ruolo | Calciatore            |
| -- | ------------------ | ----- | --------------------- |
| 21 | Albania (bandiera) | C     | Kleis Bozhanaj        |
| 23 | Italia (bandiera)  | D     | Mattia Caldara        |
| 24 | Italia (bandiera)  | C     | Marco Oliva           |
| 25 | Italia (bandiera)  | D     | Alessandro Dellavalle |
| 26 | Italia (bandiera)  | P     | Riccardo Gagno        |
| 27 | Italia (bandiera)  | D     | Riyad Idrissi         |
| 29 | Italia (bandiera)  | D     | Matteo Cotali         |
| 31 | Brasile (bandiera) | D     | Eric Botteghin        |
| 33 | Italia (bandiera)  | D     | Cristian Cauz         |
| 42 | Belgio (bandiera)  | C     | Lukas Mondele         |
| 45 | Italia (bandiera)  | A     | Taha Zidouh           |
| 78 | Italia (bandiera)  | P     | Fabrizio Bagheria     |
| 80 | Italia (bandiera)  | C     | Ousmane Niang         |
| 80 | Grecia (bandiera)  | C     | Ioannis Sarris        |
| 90 | Italia (bandiera)  | A     | Fabio Abiuso          |
| 92 | Francia (bandiera) | A     | Grégoire Defrel       |
| 93 | Francia (bandiera) | C     | Issiaka Kamate        |
| 99 | Italia (bandiera)  | A     | Thomas Alberti        |

## Calciomercato

### Sessione estiva(dall'1/7 all'1/9)
| Acquisti | Acquisti              | Acquisti       | Acquisti      |
| R.       | Nome                  | da             | Modalità      |
| -------- | --------------------- | -------------- | ------------- |
| P        | Jacopo Sassi          | Atalanta       | prestito      |
| P        | Fabrizio Bagheria     | Pro Sesto      | definitivo    |
| P        | Michele Pezzolato     | SPAL           | definitivo    |
| D        | Mattia Caldara        | Milan          | svincolato    |
| D        | Lorenzo Coccia        | Arezzo         | fine prestito |
| D        | Riyad Idrissi         | Cagliari       | prestito      |
| D        | Roko Vukušić          | Kalju Nõmme    | fine prestito |
| D        | Eric Botteghin        | Ascoli         | svincolato    |
| D        | Gady-Pierre Beyuku    | Triestina      | definitivo    |
| D        | Alessandro Dellavalle | Torino         | prestito      |
| C        | Alessandro Di Pardo   | Cagliari       | prestito      |
| C        | Ousmane Niang         | Pro Vercelli   | definitivo    |
| C        | Simone Santoro        | Perugia        | definitivo    |
| C        | Abdoul Guiebre        | Bari           | fine prestito |
| A        | Thomas Alberti        | Fiorenzuola    | definitivo    |
| A        | Romeo Giovannini      | Virtus Entella | fine prestito |
| A        | Pedro Mendes          | Ascoli         | definitivo    |
| A        | Grégoire Defrel       | Sassuolo       | svincolato    |
| A        | Giuseppe Caso         | Frosinone      | definitivo    |

| Cessioni | Cessioni              | Cessioni              | Cessioni                |
| R.       | Nome                  | a                     | Modalità                |
| -------- | --------------------- | --------------------- | ----------------------- |
| P        | Andrea Seculin        | Trapani               | svincolato              |
| P        | Filippo Vandelli      |                       | svincolato              |
| P        | Tommaso Leonardi      | Cittadella Vis Modena | definitivo              |
| P        | Michele Pezzolato     | Carpi                 | prestito                |
| D        | Alessandro Pio Riccio | Juventus              | fine prestito           |
| D        | Gabriele Guarino      | Empoli                | fine prestito           |
| D        | Niccolò Corrado       | Ternana               | fine prestito           |
| D        | Lorenzo Coccia        | Arezzo                | definitivo              |
| D        | Abdoul Guiebre        | Torres                | prestito                |
| D        | Edoardo Olivieri      | Pergolettese          | prestito                |
| D        | Shady Oukhadda        | Benevento             | prestito                |
| D        | Roko Vukušić          | Union Clodiense CS    | prestito                |
| C        | Simone Santoro        | Perugia               | fine prestito           |
| C        | Mario Gargiulo        | Foggia                | risoluzione consensuale |
| C        | Lukas Mondele         | Pergolettese          | prestito                |
| C        | Luca Tremolada        | Ascoli                | prestito                |
| C        | Ousmane Niang         | Union Clodiense CS    | prestito                |
| A        | Jacopo Manconi        | Benevento             | definitivo              |
| A        | Alessandro Ghillani   | Trento                | prestito                |
| A        | Lorenzo Di Stefano    | Campobasso            | prestito                |
| A        | Luca Strizzolo        | Cosenza               | prestito                |
| A        | Romeo Giovannini      | Gubbio                | prestito                |

### Sessione invernale(dal 2/1 all'1/2)
| Acquisti | Acquisti                  | Acquisti           | Acquisti      |
| R.       | Nome                      | da                 | Modalità      |
| -------- | ------------------------- | ------------------ | ------------- |
| P        | Michele Pezzolato         | Carpi              | fine prestito |
| P        | Andrea Seculin            | Trapani            | prestito      |
| D        | Franck Alan Heffa Guiyong | Angers             | definitivo    |
| D        | Stipe Vulikić             | Sampdoria          | prestito      |
| D        | Daniel Tonoli             | Pergolettese       | definitivo    |
| C        | Issiaka Kamate            | Inter              | prestito      |
| C        | Lukas Mondele             | Pergolettese       | fine prestito |
| C        | Ousmane Niang             | Union Clodiense CS | fine prestito |
| A        | Luca Strizzolo            | Cosenza            | fine prestito |

| Cessioni | Cessioni          | Cessioni           | Cessioni      |
| R.       | Nome              | a                  | Modalità      |
| -------- | ----------------- | ------------------ | ------------- |
| P        | Michele Pezzolato | Union Clodiense CS | prestito      |
| P        | Jacopo Sassi      | Atalanta           | fine prestito |
| D        | Daniel Tonoli     | Pergolettese       | Prestito      |
| C        | Ousmane Niang     | Pro Vercelli       | Prestito      |
| C        | Lukas Mondele     | Bilje              | prestito      |
| A        | Fabio Abiuso      | Sampdoria          | prestito      |
| A        | Luca Strizzolo    | Triestina          | prestito      |
| A        | Thomas Alberti    | Pescara            | prestito      |

## Risultati

### Serie B

#### Girone di andata
| Arbitro: | Perri (Roma 1) |

|                      |           |              |
| Mallamo 6’ Rover 90’ | Marcatori | 40’ Bozhanaj |

| Arbitro: | Scatena (Avezzano) |

|                                       |           |                |
| Palumbo 45+3’ (rig.) Pedro Mendes 62’ | Marcatori | 17’ Novakovich |

| Arbitro: | Piccinini (Forlì) |

|               |           |              |
| Distefano 59’ | Marcatori | 90+3’ Defrel |

| Arbitro: | Cosso (Reggio Calabria) |

|  |           |             |
|  | Marcatori | 12’ Ravasio |

| Arbitro: | Monaldi (Macerata) |

|                                        |           |                           |
| S. Bastoni 39’ C. Shpendi 45+1’ (rig.) | Marcatori | 28’ Pedro Mendes 55’ Zaro |

| Arbitro: | Prontera (Bologna) |

|                                           |           |  |
| Palumbo 25’ (rig.) Santoro 44’ Abiuso 47’ | Marcatori |  |

| Arbitro: | Dionisi (L'Aquila) |

|            |           |                                 |
| Beyuku 83’ | Marcatori | 57’ Iōannou 76’ Tutino 79’ Coda |

| Arbitro: | Collu (Cagliari) |

|                         |           |                        |
| Šitum 25’ La Mantia 89’ | Marcatori | 34’ Abiuso 56’ Idrissi |

| Arbitro: | Rapuano (Rimini) |

|                         |           |                            |
| Gliozzi 48’ Caldara 85’ | Marcatori | 34’ Verre 45+1’ R. Insigne |

| Arbitro: | Pairetto (Nichelino) |

|                                     |           |  |
| Laurienté 41’ (rig.) Thorstvedt 64’ | Marcatori |  |

| Arbitro: | Marcenaro (Genova) |

|                           |           |                           |
| Caso 30’ Dellavalle 45+1’ | Marcatori | 12’ Bonazzoli 64’ Vázquez |

| Arbitro: | Rutella (Enna) |

|                 |           |  |
| F. Esposito 39’ | Marcatori |  |

| Arbitro: | Perri (Roma) |

|                      |           |  |
| Cauz 42’ Palumbo 80’ | Marcatori |  |

| Arbitro: | Collu (Cagliari) |

|               |           |            |
| Mazzocchi 80’ | Marcatori | 22’ Cotali |

| Mantova 30 novembre 2024, ore 17:15 CET 15ª giornata | Mantova           | 0 – 0 referto | Modena | Stadio Danilo Martelli (8 045 spett.)\| Arbitro: \| Piccinini (Forlì) \| |
| Arbitro:                                             | Piccinini (Forlì) |               |        |                                                                          |

| Arbitro: | Perenzoni (Rovereto) |

|             |           |             |
| Palumbo 65’ | Marcatori | 47’ Soriano |

| Arbitro: | Crezzini (Siena) |

|  |           |                  |
|  | Marcatori | 20’ Pedro Mendes |

| Arbitro: | Santoro (Messina) |

|          |           |  |
| Caso 57’ | Marcatori |  |

| Arbitro: | Zufferli (Udine) |

|                                            |           |                                    |
| Verreth 34’ Cistana 50’ Magnino 83’ (aut.) | Marcatori | 16’ Gerli 45’ Santoro 88’ Bozhanaj |

#### Girone di ritorno
| Modena 29 dicembre 2024, ore 15:00 CET 20ª giornata | Modena             | 0 – 0 referto | Südtirol | Stadio Alberto Braglia (8 644 spett.)\| Arbitro: \| Scatena (Avezzano) \| |
| Arbitro:                                            | Scatena (Avezzano) |               |          |                                                                           |

| Arbitro: | Bonacina (Bergamo) |

|                            |           |  |
| Brunori 36’ Le Douaron 56’ | Marcatori |  |

| Arbitro: | Monaldi (Macerata) |

|             |           |            |
| Palumbo 42’ | Marcatori | 55’ Darboe |

| Arbitro: | Perenzoni (Rovereto) |

|                            |           |                                 |
| Vandeputte 17’ De Luca 88’ | Marcatori | 25’ Di Pardo 42’ (rig.) Palumbo |

| Arbitro: | Rutella (Enna) |

|                                 |           |             |
| Caso 18’ Palumbo 38’ Beyuku 90’ | Marcatori | 30’ Mancuso |

| Arbitro: | Dionisi (L'Aquila) |

|           |           |  |
| Niang 16’ | Marcatori |  |

| Arbitro: | Pezzuto (Lecce) |

|            |           |                 |
| Defrel 41’ | Marcatori | 23’ F. Esposito |

| Arbitro: | Prontera (Bologna) |

|  |           |                           |
|  | Marcatori | 27’ Caso 86’ Pedro Mendes |

| Arbitro: | Ferrieri Caputi (Livorno) |

|                  |           |               |
| Pedro Mendes 85’ | Marcatori | 28’ Artistico |

| Arbitro: | Giua (Olbia) |

|             |           |  |
| Soriano 63’ | Marcatori |  |

| Arbitro: | Massimi (Termoli) |

|                     |           |                    |
| Candellone 10’, 64’ | Marcatori | 75’ (rig.) Palumbo |

| Arbitro: | Perenzoni (Rovereto) |

|                         |           |              |
| Magnino 33’ Gliozzi 67’ | Marcatori | 62’ Iemmello |

| Arbitro: | Perri (Roma) |

|           |           |                         |
| Moreo 77’ | Marcatori | 27’ Santoro 50’ Gliozzi |

| Arbitro: | Santoro (Messina) |

|             |           |                                    |
| Santoro 60’ | Marcatori | 36’ Berardi 64’ Laurienté 76’ Moro |

| Arbitro: | Marinelli (Tivoli) |

|  |           |               |
|  | Marcatori | 89’ Antonucci |

| Arbitro: | Aureliano (Bologna) |

|             |           |                              |
| Lasagna 42’ | Marcatori | 8’ Defrel 18’ (rig.) Palumbo |

| Arbitro: | Cosso (Reggio Calabria) |

|                                    |           |                                   |
| Rozzio 30’ (aut.) Bardi 43’ (aut.) | Marcatori | 15’ Portanova 70’ Girma 86’ Gondo |

| Arbitro: | Perri (Roma) |

|                                |           |                    |
| Schiavi 42’ (rig.) Illanes 88’ | Marcatori | 63’ (rig.) Gliozzi |

| Arbitro: | Santoro (Messina) |

|                       |           |                             |
| Caso 28’ Di Pardo 67’ | Marcatori | 25’ (aut.) Cauz 89’ Calvani |

### Coppa Italia
| Arbitro: | Bonacina (Bergamo) |

|                                                   |                      |                                           |
| Di Lorenzo Cheddira Ngonge Simeone K'varatskhelia | Tiri di rigore 4 – 3 | Palumbo Magnino Battistella Bozhanaj Zaro |

## Statistiche

### Statistiche di squadra
| Competizione | Punti | In casa | In casa | In casa | In casa | In casa | In casa | In trasferta | In trasferta | In trasferta | In trasferta | In trasferta | In trasferta | Totale | Totale | Totale | Totale | Totale | Totale | DR |
| Competizione | Punti | G       | V       | N       | P       | Gf      | Gs      | G            | V            | N            | P            | Gf           | Gs           | G      | V      | N      | P      | Gf     | Gs     | DR |
| ------------ | ----- | ------- | ------- | ------- | ------- | ------- | ------- | ------------ | ------------ | ------------ | ------------ | ------------ | ------------ | ------ | ------ | ------ | ------ | ------ | ------ | -- |
| Serie B      | 45    | 19      | 6       | 8       | 5       | 27      | 24      | 19           | 4            | 7            | 8            | 21           | 26           | 38     | 10     | 15     | 13     | 48     | 50     | -2 |
| Coppa Italia | -     | -       | -       | -       | -       | -       | -       | 1            | 0            | 1            | 0            | 0            | 0            | 1      | 0      | 1      | 0      | 0      | 0      | 0  |
| Totale       | -     | 19      | 6       | 8       | 5       | 27      | 24      | 20           | 4            | 8            | 8            | 21           | 26           | 39     | 10     | 16     | 13     | 48     | 50     | -2 |

### Andamento in campionato
| Giornata  | 1  | 2 | 3 | 4  | 5  | 6 | 7  | 8  | 9  | 10 | 11 | 12 | 13 | 14 | 15 | 16 | 17 | 18 | 19 | 20 | 21 | 22 | 23 | 24 | 25 | 26 | 27 | 28 | 29 | 30 | 31 | 32 | 33 | 34 | 35 | 36 | 37 | 38 |
| --------- | -- | - | - | -- | -- | - | -- | -- | -- | -- | -- | -- | -- | -- | -- | -- | -- | -- | -- | -- | -- | -- | -- | -- | -- | -- | -- | -- | -- | -- | -- | -- | -- | -- | -- | -- | -- | -- |
| Luogo     | T  | C | T | C  | T  | C | C  | T  | C  | T  | C  | T  | C  | T  | T  | C  | T  | C  | T  | C  | T  | C  | T  | C  | T  | C  | T  | C  | T  | T  | C  | T  | C  | C  | T  | C  | T  | C  |
| Risultato | P  | V | N | P  | N  | V | P  | N  | N  | P  | N  | P  | V  | N  | N  | N  | V  | V  | N  | N  | P  | N  | N  | V  | P  | N  | V  | N  | P  | P  | V  | V  | P  | P  | V  | P  | P  | N  |
| Posizione | 15 | 8 | 8 | 14 | 15 | 8 | 13 | 13 | 15 | 17 | 17 | 18 | 13 | 14 | 13 | 14 | 10 | 8  | 7  | 9  | 11 | 12 | 12 | 8  | 10 | 10 | 10 | 10 | 10 | 10 | 10 | 9  | 10 | 10 | 10 | 10 | 11 | 11 |

Legenda:

Luogo: C = Casa; T = Trasferta. Risultato: V = Vittoria; N = Pareggio; P = Sconfitta.

### Statistiche dei giocatori
| Giocatore      | Serie B  | Serie B | Serie B     | Serie B    | Coppa Italia | Coppa Italia | Coppa Italia | Coppa Italia | Totale   | Totale | Totale      | Totale     |
| Giocatore      | Presenze | Reti    | Ammonizioni | Espulsioni | Presenze     | Reti         | Ammonizioni  | Espulsioni   | Presenze | Reti   | Ammonizioni | Espulsioni |
| -------------- | -------- | ------- | ----------- | ---------- | ------------ | ------------ | ------------ | ------------ | -------- | ------ | ----------- | ---------- |
| F. Abiuso      | 16       | 2       | 1           | 0          | 1            | 0            | 0            | 0            | 17       | 2      | 1           | 0          |
| T. Alberti     | 1        | 0       | 0           | 0          | 0            | 0            | 0            | 0            | 1        | 0      | 0           | 0          |
| T. Battistella | 25       | 0       | 5           | 0          | 1            | 0            | 0            | 0            | 26       | 0      | 5           | 0          |
| F. Bagheria    | 0        | 0       | 0           | 0          | 0            | 0            | 0            | 0            | 0        | 0      | 0           | 0          |
| G. Beyuku      | 13       | 2       | 2           | 0          | 0            | 0            | 0            | 0            | 13       | 2      | 2           | 0          |
| E. Botteghin   | 5        | 0       | 0           | 0          | 0            | 0            | 0            | 0            | 5        | 0      | 0           | 0          |
| K. Bozhanaj    | 28       | 2       | 2           | 0          | 1            | 0            | 0            | 0            | 29       | 2      | 2           | 0          |
| M. Caldara     | 26       | 1       | 4           | 1          | 1            | 0            | 0            | 0            | 27       | 1      | 4           | 1          |
| G. Caso        | 30       | 5       | 2           | 0          | -            | -            | -            | -            | 30       | 5      | 2           | 0          |
| C. Cauz        | 25       | 1       | 4           | 1          | 1            | 0            | 0            | 0            | 26       | 1      | 4           | 1          |
| M. Cotali      | 30       | 1       | 6           | 1          | 1            | 0            | 0            | 0            | 31       | 1      | 6           | 1          |
| G. Defrel      | 26       | 3       | 2           | 1          | 0            | 0            | 0            | 0            | 26       | 3      | 2           | 1          |
| A. Dellavalle  | 25       | 1       | 5           | 0          | -            | -            | -            | -            | 25       | 1      | 5           | 0          |
| A. Di Pardo    | 25       | 2       | 2           | 1          | -            | -            | -            | -            | 25       | 2      | 2           | 1          |
| E. Duca        | 18       | 0       | 4           | 0          | 0            | 0            | 0            | 0            | 18       | 0      | 4           | 0          |
| R. Gagno       | 37       | -47     | 1           | 0          | 1            | 0            | 0            | 0            | 38       | -47    | 1           | 0          |
| F. Gerli       | 35       | 1       | 4           | 0          | 0            | 0            | 0            | 0            | 35       | 1      | 4           | 0          |
| E. Gliozzi     | 23       | 4       | 4           | 0          | 1            | 0            | 0            | 0            | 24       | 4      | 4           | 0          |
| R. Idrissi     | 28       | 1       | 4           | 0          | 1            | 0            | 0            | 0            | 29       | 1      | 4           | 0          |
| I. Kamate      | 10       | 0       | 1           | 0          | -            | -            | -            | -            | 10       | 0      | 1           | 0          |
| L. Magnino     | 29       | 1       | 6           | 0          | 1            | 0            | 0            | 0            | 30       | 1      | 6           | 0          |
| P. Mendes      | 26       | 5       | 0           | 1          | 0            | 0            | 0            | 0            | 26       | 5      | 0           | 1          |
| M. Oliva       | 1        | 0       | 0           | 1          | 0            | 0            | 0            | 0            | 1        | 0      | 0           | 1          |
| A. Palumbo     | 35       | 9       | 10          | 1          | 1            | 0            | 0            | 0            | 36       | 9      | 10          | 1          |
| A. Pergreffi   | 6        | 0       | 1           | 0          | 1            | 0            | 0            | 0            | 7        | 0      | 1           | 0          |
| F. Ponsi       | 5        | 0       | 0           | 0          | 0            | 0            | 0            | 0            | 5        | 0      | 0           | 0          |
| S. Santoro     | 34       | 4       | 11          | 0          | 1            | 0            | 0            | 0            | 35       | 4      | 11          | 0          |
| J. Sassi       | 1        | -3      | 0           | 0          | 0            | 0            | 0            | 0            | 1        | -3     | 0           | 0          |
| A. Seculin     | 0        | 0       | 0           | 0          | -            | -            | -            | -            | 0        | 0      | 0           | 0          |
| S. Vulikić     | 6        | 0       | 1           | 0          | -            | -            | -            | -            | 6        | 0      | 1           | 0          |
| G. Zaro        | 35       | 1       | 9           | 0          | 1            | 0            | 0            | 0            | 36       | 1      | 9           | 0          |
| T. Zidouh      | 1        | 0       | 0           | 0          | -            | -            | -            | -            | 1        | 0      | 0           | 0          |

## Settore giovanile

### Organigramma
Area tecnica
- Primavera
  - Allenatore: Paolo Mandelli (1ª-7ª), Stefano Sacchetti (8ª), David Rodríguez (9ª-30ª)
  - Allenatore in seconda: Stefano Sacchetti
  - Preparatore atletico: Paolo Tintorri
- Under-17
  - Allenatore: Michele Troiano (1ª-8ª), Antonio Cinelli (9ª-10ª), Marco Sansovini (11ª-26ª)
  - Allenatore in seconda: Antonio Cinelli
  - Collaboratore tecnico: Antonio Narciso
- Under-16
  - Allenatore: Leonardo Fontanesi (1ª-7ª), Andrea Carrozza (8ª-9ª), Giovanni Morselli (10ª-26ª e play-off)
  - Allenatore in seconda: Andrea Carrozza (1ª-7ª)
  - Preparatore dei portieri: Alberto Pomini

- Under-15
  - Allenatore: Mirco Martinelli
  - Preparatore dei portieri: Alberto Pomini
- Under-14
  - Allenatore: Giovanni Morselli (1ª-7ª), Andrea Carrozza (8ª-18ª)
- Under-13
  - Allenatore: Christian Cavazzoni

Attività di base
- Under-12
  - Allenatore: Bruno Notari
- Under-11
  - Allenatore: Gabriele Siciliano
- Under-10
  - Allenatore: Gianluca Gamba
- Under-9
  - Allenatore: Alessandro Pulga
- Under-8
  - Allenatore: Stefano Benanti

### Piazzamenti
- Primavera:
  - Campionato: 6° posto
  - Coppa Italia: primo turno preliminare
  - Torneo Città di Vignola: fase a gironi
- Under-17:
  - Campionato: 8° posto
  - Memorial Francesco Seghedoni: terzo posto
- Under-16:
  - Campionato: 4° nel girone A
  - Play off campionato: ottavi di finale
  - Memorial Previdi: fase a gironi
- Under-15:
  - Campionato: 6° posto
  - Torneo Città di Finale: 5° posto
- Under-14:
  - Campionato: 4° posto
  - Gallini Cup: semifinale
  - Torneo G. Ferrari: Vincitore
- Under-13:
  - Campionato: 2° posto
  - Play off interregionali: 4° posto
  - Memorial Della Penna: 4° posto
  - Torneo Città dei Motori: 4° posto

## Settore femminile

### Organigramma
Prima squadra
- Direttore Sportivo: Claudio Coppelli
- Team Manager: Martina Coppelli
- Segretario: Franco Martelli
- Allenatore: Cesare Maestroni
- Vice allenatore: Nicola Palumbo
- Preparatore dei portieri: Ignazio Nicita
- Preparatore atletico: Francesco Pio Cattabriga
- Fisioterapia: Roberto Benedetti
- Accompagnatore: Roberto Muzzioli

### Piazzamenti
- Prima squadra:
  - Campionato: 7° posto
  - Play-out: 2° posto
  - Coppa Emilia: finalista